# Pinheiro da Bemposta
Pinheiro da Bemposta is een plaats (freguesia) in de Portugese gemeente Oliveira de Azeméis en telt 3621 inwoners (2001).